# Wolbach (Nebraska)
Wolbach es una villa ubicada en el condado de Greeley en el estado estadounidense de Nebraska. En el Censo de 2010 tenía una población de 283 habitantes y una densidad poblacional de 156,32 personas por km².

## Geografía
Wolbach se encuentra ubicada en las coordenadas 41°24′6″N 98°23′25″O / 41.40167, -98.39028. Según la Oficina del Censo de los Estados Unidos, Wolbach tiene una superficie total de 1.81 km², de la cual 1.78 km² corresponden a tierra firme y (1.86%) 0.03 km² es agua.

## Demografía
Según el censo de 2010, había 283 personas residiendo en Wolbach. La densidad de población era de 156,32 hab./km². De los 283 habitantes, Wolbach estaba compuesto por el 97.17% blancos, el 1.06% eran afroamericanos, el 0% eran amerindios, el 0.35% eran asiáticos, el 0% eran isleños del Pacífico, el 0% eran de otras razas y el 1.41% pertenecían a dos o más razas. Del total de la población el 1.06% eran hispanos o latinos de cualquier raza.